# Hãng bia Okocim

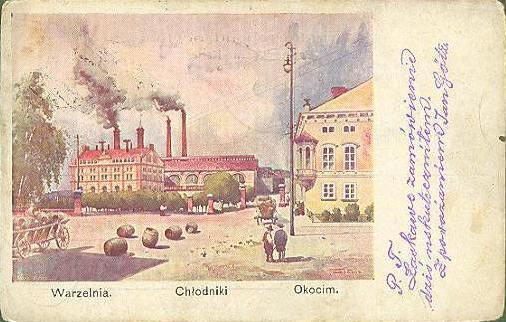
Hãng bia Okocim trên một bưu thiếp từ năm 1900. Lời chú thích, từ trái sang phải "Hãng bia. Làm lạnh. Okocim".

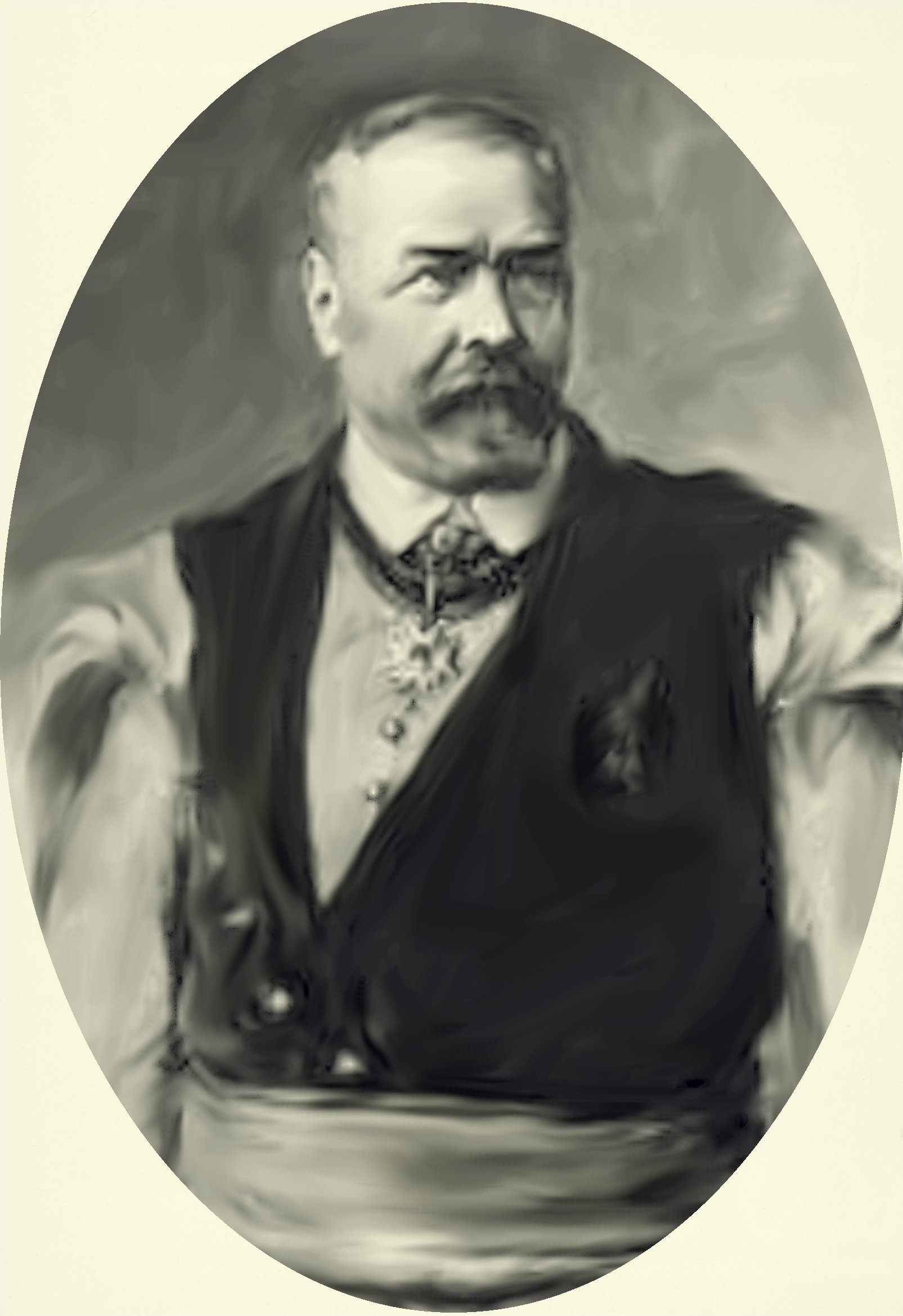
Johann Evangelist Götz, người sáng lập hãng.

Hãng bia Okocim /əˈkɒtʃɪm/ (phát âm tiếng Ba Lan: [ɔˈkɔt͡ɕim]), ở Brzesko thuộc vùng đông nam Ba Lan, là một hãng bia thành lập năm 1845.

## Lịch sử

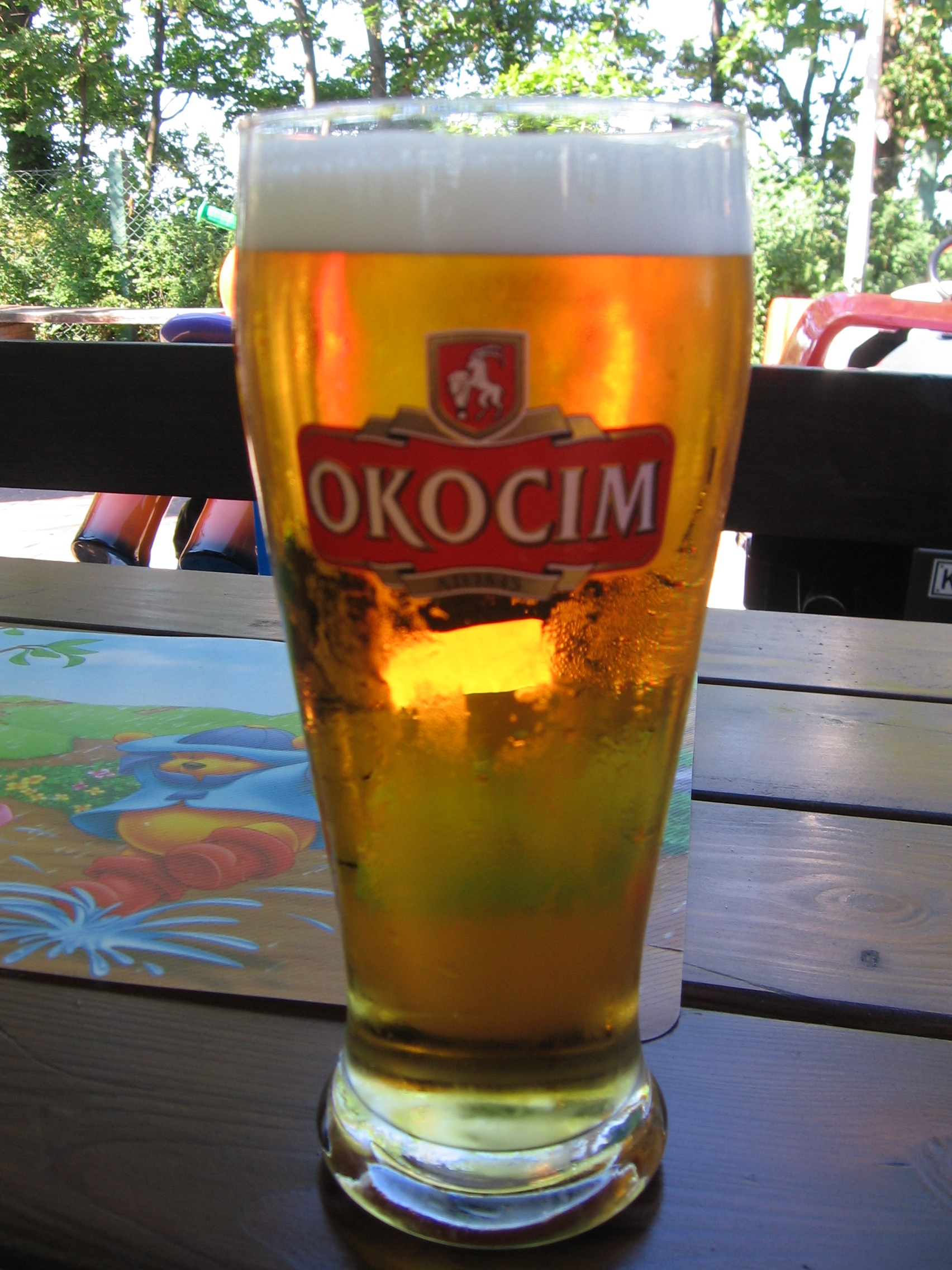
Bia Okocim.

Hãng bia được thành lập từ năm 1845 bởi Johann Evangelist Götz (1815-1893), một người làm bia người Đức sinh ra ở Wirtemberg cùng với Joseph Neumann đến từ Áo-Hung, và một quý tộc địa phương, Julian Kodrębski. Lô bia đầu tiên được ủ vào ngày 23 tháng 2 năm 1846. Trong cuộc nổi dậy "Rabacja", một cuộc nổi dậy do người Áo truyền cảm hứng của nông dân ở Galicia vào năm 1846, nhắm vào giới quý tộc Ba Lan cũng như các thương nhân giàu có, Götz đã xém chút mất mạng. Ông sống xót nhờ sự giúp đỡ của những người bạn ở địa phương và sự thật là các công nhân ở hãng bia của ông đã đứng lên bảo vệ ông, xác nhận rằng công việc kinh doanh của ông đã cung cấp những điều kiện làm việc và mức lương khá tốt. Đến lượt mình, Götz đã giúp cứu mạng cho Julian Kodrębski, người cũng có phần hùn trong hãng bia, bằng cách giấu ông ấy vào khu rừng ven sông Uszwica ở Brzesko, và những công nhân ở hãng bia tiếp tế lương thực cho ông mỗi mười ngày.

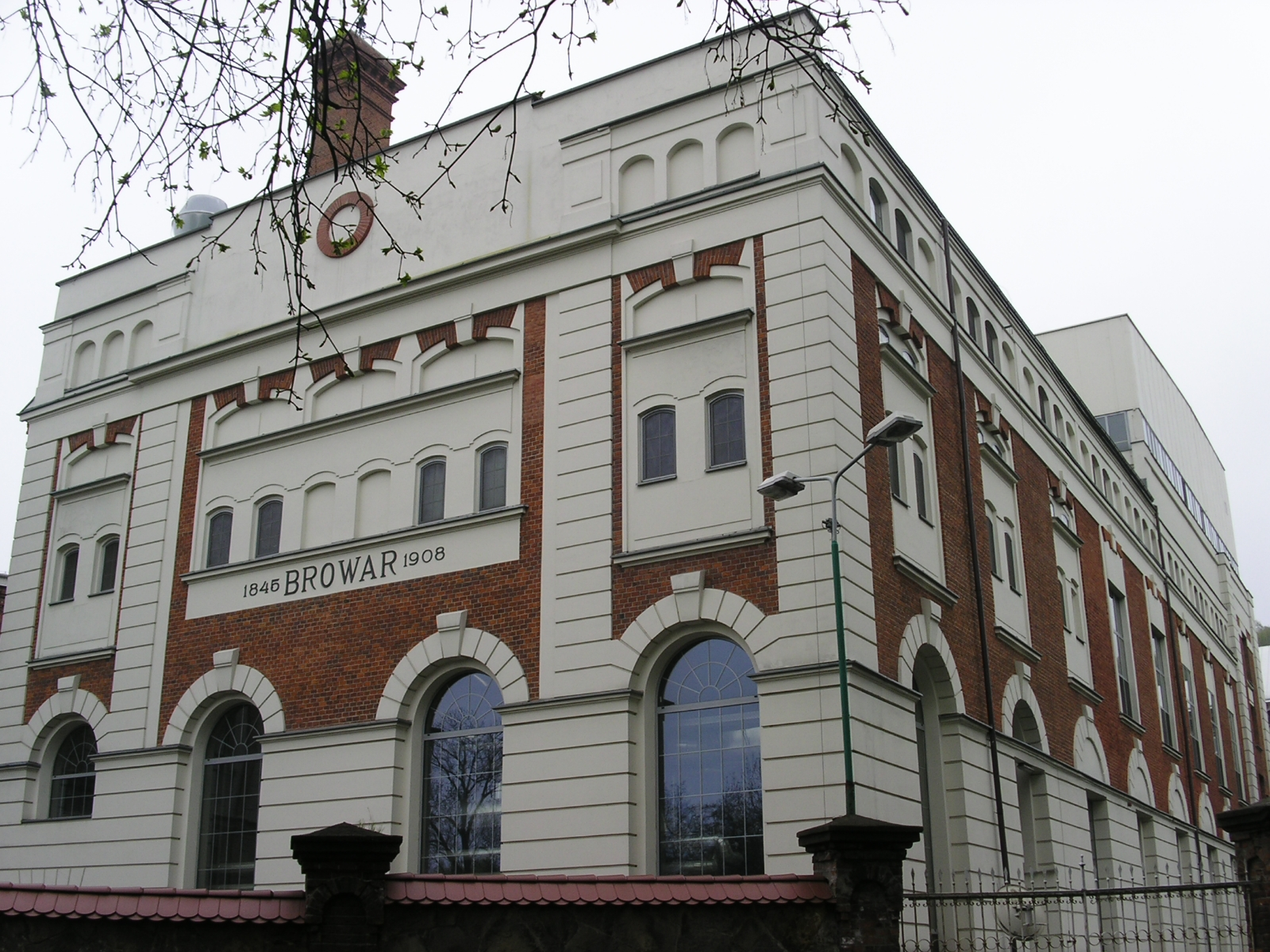
Nhà máy bia

Sau cái chết của Neumann, Götz trở thành người chủ duy nhất của hãng. Ông đã hiện đại hóa doanh nghiệp và mở rộng, xây thêm một nhà máy làm mạch nha vào năm 1875. Trong năm 1884, J. C. Jacobsen, nhà sáng lập của hãng bia Carlsberg ở Đan Mạch, đã tới thăm hãng bia.
Sau khi Johann Evangelist Götz qua đời vào năm 1893, hãng bia được tiếp quản bởi con trai của ông, Jan Albin Goetz. Jan Albin tiếp tục khuếch trương công việc kinh doanh của gia đình, kết hôn với một quý tộc Ba Lan, và đổi tên mình thành Goetz-Okocimski. Gia đình Götz nhanh chóng hòa nhập vào văn hóa Ba Lan, trở thành những người Ba Lan ái quốc, và tham gia vào chính trường. Trong số những nỗ lực khác, họ đã tài trợ xây dựng bức tượng của Adam Mickiewicz, một phòng trưng bày và Nhà hát Juliusz Słowacki ở Kraków, và đóng góp tiền để mua lại lâu đài Wawel từ chính quyền Áo. Jan Albin cũng là chủ tịch của Koło Polskie ("Vòng tròn Ba Lan") ở quốc hội Áo, và sau khi Ba Lan giành được độc lập, ông trở thành một nghị viên trong sejm (Hạ viện Ba Lan). Ông cũng cho xây một đường sắt tư nhân nối nhà máy bia với nhà ga Brzesko. Là người giàu nhất ở Tiểu Ba Lan thời bấy giờ, ông cũng là một nhà hảo tâm và là một người bảo trợ nghệ thuật; bức chân dung của ông được vẽ bởi Stanisław Wyspiański và Jacek Malczewski.

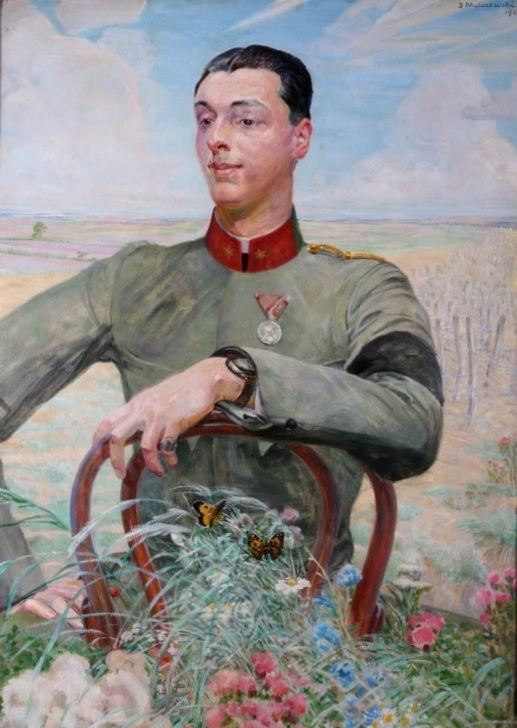
Chân dung của Antoni Jan Goetz-Okocimiski vẽ bởi Jacek Malczewski.

Vào đầu thế kỷ 20, hãng bia Okocim là hãng lớn nhất trong khu vực thuộc Khối thịnh vượng chung Ba Lan-Litva trước kia (đã từng bị Nga, Áo và Phổ phân chia vào cuối thế kỷ 18), và là hãng lớn thứ 6 trong khoảng 1600 hãng bia trong tất cả các vùng lãnh thổ của đế chế Habsburg. Đến năm 1911 nó xếp hạng thứ năm có tổng sản lượng hằng năm nhiều nhất với 380 ngàn hectolít.
Vào thập niên 1930, khi Ba Lan mới độc lập, hãng bia được điều hành bởi con trai của Jan Albin, Antoni Jan Goetz tiếp quản vào năm 1931. Tuy nhiên, sau khi Đức xâm lược Ba Lan, gia đình phải đào tẩu khỏi Ba Lan đến Pháp, hãng bia bị Quốc xã chiếm. Antoni Jan Goetz qua đời ở Nairobi năm 1962.
Cuối cuộc chiến, năm 1945 hãng bia đã bị chính quyền cộng sản của Cộng hòa Nhân dân Ba Lan quốc hữu hóa và tái cơ cấu thành "Okocimskie Zakłady Piwowarskie" (Nhà máy bia Okocim). Suốt thời kì cộng sản, cùng với hãng bia Żywiec, Okocim là một trong hai hãng bia duy nhất được cho phép bán sản phẩm ra ngoài khu vực và ở nước ngoài.
Sau khi chủ nghĩa cộng sản sụp đổ vào năm 1990, nó được chuyển đổi thành một doanh nghiệp kinh doanh do chính phủ điều hành và sau đó bị bán đấu giá, tái tư hữu hóa và niêm yết trên Sàn giao dịch chứng khoán Warszawa. Từ năm 1996, hãng bia trở thành một phần của Carlsberg Polska, Carlsberg Breweries A/S.
Dinh thự của dòng họ Goetz-Okocimiski, cũng từng bị Đức quốc xã chiếm đóng và sau đó bị những người cộng sản quốc hữu hóa rồi cũng bị tái tư hữu hóa và bán lại cho hậu duệ của dòng họ vào năm 2007. Năm 2008, dinh thự được bán lại cho một cặp vợ chồng đang lên kết hoạch chuyển đổi nơi ở trước đây của nhà Goetz thành một khách sạn 5 sao với một khu spa hiện đại, nơi có thể được tắm trong bia do chính hãng bia sản xuất.
Ngày nay, có ít nhất ba nhà máy bia đang được sử dụng. Hãng vẫn được bảo tồn nguyên trạng và là một địa điểm lịch sử về làm bia, mặc dù gần đây nó được mở rộng ra và có xuất hiện một vài thiết bị hiện đại.